# バットマン ゴッサムナイト
『バットマン ゴッサムナイト』 (Batman: Gotham Knight) は、DCコミックスのアメコミ『バットマン』を原作としたOVAである。
DVDとBlu-ray Discがアメリカでは2008年7月8日に、日本では同年7月23日に発売された。また、2010年2月にはアニマックスで放送された。

## 概要
日本のアニメーションスタジオによる6本の短編アニメを収録したオムニバス作品。映画『バットマン ビギンズ』（2005年）と『ダークナイト』（2008年）の間の時間軸を描く。
特典映像として、エミー賞を受賞した『氷の心を持つ男 〜怪人ミスター・フリーズ〜』、『バットマン:ダークナイト・リターンズ』をアニメ化した『ダークナイトの伝説』など、アニメ『バットマン』のエピソードが4本（内2本は日本未放送）収録されている。

## キャラクター
バットマン / ブルース・ウェイン
声 - 玄田哲章、三木眞一郎 / 英 - ケヴィン・コンロイ
アレン
声 - 中田譲治 / 英 - ゲイリー・ドゥーダン
アンナ・ラミレス
声 - 朴璐美 / 英 - アナ・オーティス
カサンドラ
声 - 井上喜久子 / 英 - パーミンダ・ナーグラ
アルフレッド・ペニーワース
声 - 小川真司 / 英 - デヴィッド・マッカラム
ジム・ゴードン
声 - 納谷六朗 / 英 - ジム・メスキメン
ルーシャス・フォックス
声 - 池田勝 / 英 - ケビン・マイケル・リチャードソン

## スタッフ
| タイトル             | 俺たちのスゴい話           | クロスファイア                               | フィールドテスト           | 闇の中で                    | 克服できない痛み           | デッドショット                          |
| -------------------- | -------------------------- | -------------------------------------------- | -------------------------- | --------------------------- | -------------------------- | --------------------------------------- |
| 監督                 | 西見祥示郎                 | 東出太                                       | モリヲカヒロシ             | 青木康浩 林祐一郎（副監督） | 窪岡俊之                   | Jong-Sik Nam                            |
| 原案                 | ジョーダン・ゴールドバーグ | ジョーダン・ゴールドバーグ                   | ジョーダン・ゴールドバーグ | ジョーダン・ゴールドバーグ  | ジョーダン・ゴールドバーグ | ジョーダン・ゴールドバーグ              |
| 脚本                 | ジョシュ・オルソン         | グレッグ・ルッカ                             | ジョーダン・ゴールドバーグ | デヴィッド・ゴイヤー        | ブライアン・アザレロ       | アラン・バーネット                      |
| 音楽                 | クリストファー・ドレイク   | ケヴィン・マンセイ                           | ロバート・J・クラル        | クリストファー・ドレイク    | ケヴィン・マンセイ         | ロバート・J・クラル                     |
| アニメーション制作   | STUDIO 4℃                  | プロダクション・アイジー                     | ビィートレイン             | マッドハウス                | STUDIO 4℃                  | マッドハウス 同友アニメーション（協力） |
| 制作プロデューサー   | 田中栄子                   | 石川光久                                     | 真下耕一                   | 丸田順悟 Alex Yeh 丸山正雄  | 田中栄子                   | 丸山正雄                                |
| 作画監督             | 西見祥示郎                 | 田頭しのぶ                                   | モリヲカヒロシ             | 青木康浩                    | 窪岡俊之                   | Jong-Sik Nam Young Ki Yoon              |
| 絵コンテ             | 木村真二                   | 東出太                                       | 村田俊治                   | 青木康浩                    | 田中達之（監修）           | ホアキン・ドス・サントス（追加）        |
| キャラクターデザイン | 木村真二                   | 新井浩一（原案） 関川成人（原案） 田頭しのぶ | 村田俊治                   | 猪田薫                      | 恩田尚之                   | N/A                                     |
| メカニックデザイン   | N/A                        | 窪田康高 河島裕樹                            | 海野よしみ                 | N/A                         | N/A                        | N/A                                     |
| 美術監督             | 木村真二                   | 野村正信                                     | 海野よしみ                 | 猪田薫                      | 平田秀一                   | N/A                                     |
| CG監督               | 坂本拓馬                   | N/A                                          | N/A                        | 設楽友久                    | 平野弘樹                   | N/A                                     |
| 色彩設計             | 成毛久美子                 | 谷口百合子                                   | 大内綾                     | 堀川佳典                    | 伊東美由樹                 | Min Yong Yoo Kyoung Sook Kim            |
| 撮影監督             | N/A                        | 田中宏侍                                     | 武原健二                   | 加藤道哉                    | N/A                        | N/A                                     |
| 編集                 | 武宮むつみ                 | 濱宇津妙子                                   | N/A                        | 木村佳史子                  | 武宮むつみ                 | N/A                                     |

- 字幕・吹替翻訳 - 尾形由美